# 46X busz (Debrecen)
A debreceni 46X jelzésű autóbusz a Csalogány utca és a Határ út között közlekedett, igényvezérelt jelleggel. Igénybejelentés hiányában az érintett járatok 46X jelzéssel csak az Inter Tan-Ker Zrt.-ig közlekedtek. 2018. június 30-án megszűnt.

## Járművek
A viszonylaton Alfa Cívis 12 és Alfa Cívis 18 típusú buszok közlekedtek.

## Útvonala
| Határ út felé | Nagyállomás felé |
| --- | --- |
| Nagyállomás vá. – Erzsébet utca – Külsővásártér – Nyugati utca – Kishegyesi út – Határ út – Határ úti Ipari Park, szervizút – Inter Tan-ker Zrt. – Határ út vá. | Határ út vá. – Határ úti Ipari Park, szervizút – Inter Tan-ker Zrt. – Határ úti Ipari Park, szervizút – Kishegyesi út – Nyugati utca – Külsővásártér – Erzsébet utca – Nagyállomás vá. |

## Megállóhelyei
| 0  | Nagyállomás végállomás          | 25 | 1, 2 10, 10A, 10Y, 16, 18, 18Y, 21, 30, 30A, 30I, 30N, 37, 39, 42, 42A, 43, 44, 47, 47Y, 48, Airport1 5, 5A Helyközi buszok S506 sebesvonat, gyorsvonat, IC, EC, expresszvonat |
| 2  | MÁV-rendelő                     | 24 | 10, 10A, 10Y, 30, 30A, 39 5, 5A |
| 4  | Mentőállomás                    | 23 | 10, 10A, 10Y, 19, 30, 30A, 39 5, 5A |
| 6  | Mechwart András Szakközépiskola | 21 | 3, 3A, 4, 5, 5A 10, 10A, 10Y, 19, 25, 25Y, 34, 35, 35Y, 36, 41, 41Y, 42, 42A, 45, 125, 125Y, A1                                                                                |
| 7  | Segner tér                      | 19 | 3, 3A, 4, 5, 5A 10, 10A, 10Y, 13, 17, 17A, 24, 24Y, 25, 25Y, 33, 33E, 34, 35, 35E, 35Y, 36, 42, 42A, 45, 125, 125Y, A1                                                         |
| 9  | Kishegyesi út                   | 17 | 12, 17, 17A, 22, 22Y, 24, 24Y, 25, 25Y, 45, 125, 125Y |
| 10 | Dorottya utca                   | 15 | 12, 17, 17A, 22, 22Y, 24, 24Y, 25, 25Y, 125, 125Y |
| 11 | Gyepűsor utca                   | 14 | 12, 17, 17A, 22, 22Y, 24, 24Y, 25, 25Y, 125, 125Y |
| 12 | Építők útja                     | 13 | 17, 17A, 42, 42A |
| 14 | Tegez utca                      | ∫  | 17, 17A, 42, 42A, 43 |
| 15 | Pósa utca                       | 11 | 17, 17A, 42, 42A, 43 |
| 16 | Ipari Park bejáró út            | 9  | |
| 17 | FAG                             | 8  | |
| 18 | Ipari park, szervizút           | 7  | |
| 20 | Inter Tan-Ker Zrt.              | 6  | |
| 21 | Ipari park, szervizút           | 4  | |
| 22 | Csalogány utca                  | 3  | |
| 23 | Hajdúkomm                       | 2  | |
| 24 | Salakos bekötőút                | 1  | |
| 25 | Határ út végállomás             | 0  | |

## Járatsűrűség
Ha nem érkezett igény, a járatok csak az Inter Tan-Ker Zrt.-ig közlekedtek. A menetrendben ezek a járatok meg voltak jelölve, így a Nagyállomásról 4:25-kor és 21:10-kor induló járatok igénybejelentés hiányában 46X jelzéssel közlekedtek. Visszafelé igénybejelentés nélkül a 4:45-kor és a 21:35-kor induló járatok az Inter Tan-Ker Zrt.-től indultak szintén 46X jelzéssel.